# ركود اقتصادي
الركود الاقتصادي هو مصطلح يعبر عن هبوط في النمو الاقتصادي لمنطقة أو لسوق معين، وعادة سبب الهبوط في النمو الاقتصادي نابع من أن الإنتاج يفوق الاستهلاك الأمر الذي يؤدي إلى كساد البضاعة وانخفاض الأسعار والذي بدوره يُصعّب على المنتجين بيع المخزون، لذلك ينخفض معدل الإنتاج والذي معناه أيدي عاملة أقل، وارتفاع في نسبة البطالة.
المشكلة الأساسية انه إذا أصاب الركود الاقتصادي فرع مركزي في الاقتصاد مثال(فرع المصارف أو فرع التصنيع) الأمر الذي ينعكس على بقية القطاعات فتدخل بركود اقتصادي مستمر.
وهنالك اختلاف على كيفية تحديد مدى تواجد البلاد في ركود اقتصادي لكن من المتبع ان يكون النمو في الناتج القومي أعلى من نسبة النمو الطبيعي في تعداد السكان (الذي يؤثر بشكل طردي على الناتج القومي الإجمالي)، في الولايات المتحدة يعرف الركود على أنه نمو سلبي للناتج القومي على مدى 6 أشهر أي نصف سنة.
أفضل علاج للخروج من الركود الاقتصادي هو رفع الانفاق الحكومي الاستهلاكي والذي بدوره ينقل البلاد من ركود اقتصادي إلى حالة نمو، أو تخفيض الفائدة بواسطة المصرف المركزي الأمر الذي يسمح للمصالح والمصانع بإمكانية تحمل دين أكبر وأيضاً يخفف جاذبية التوفير لدى القطاع الخاص مما يرفع نسبة الاستهلاك لديهم الأمر الذي يدفع السوق نحو نمو اقتصادي.
الركود حالة طبيعية في الاقتصاد الراسمالي وغير مخطط له، وسببه هو عدم الملائمة بين الإنتاج والاستهلاك، ولكن في الدول الاشتراكية لا يوجد ركود اقتصادي بسبب عدم وجود اقتصاد مفتوح وجميع عمليات الإنتاج مراقبة من قبل الحكومة فلن تصل أبداً إلى وضع فيه الإنتاج أعلى من الاستهلاك الا انها دائماً تتواجد في وضع عكسي وهو مساو للاستهلاك أو ان الإنتاج أقل من الاستهلاك الأمر الذي يخلق نوع من نقص في المواد الضرورية نتيجة كثرة الطلب عليها.
اما في حالة تزايد الركود الاقتصادي فان ذلك يؤدي إلى كساد والذي تكون نتائجه أقوى وأخطر من الركود الاقتصادي.
شهد القرن العشرين حالة من الركود الاقتصادي عام 1929 والمعروف ب الكساد الكبير، وكانت أضخم ركود اقتصادي شهده التاريخ.
لا تمرّ بحالةٍ من الركود الاقتصادي.

## نظرية الركود طويل الأجل
كان ألفين هانسن في العام 1938 هو أول من استخدم مصطلح «الركود طويل الأجل»، وذلك «لوصف المصير الذي كان يخشاه للاقتصاد الأمريكي في أعقاب الكساد الكبير في أوائل الثلاثينيات من القرن العشرين: عقبةٌ في طريق التقدم الاقتصادي مع تعثّر فرص الاستثمار بسبب إغلاق الحدود وتوقف موجات الهجرة».
صدرت تحذيرات مشابهة لنظرية الركود طويل الأجل بعد كل فترات الركود العميق، لكن عادة ما ثبت عدم صحّتها نظرًا لتقليلها من شأن إمكانيات التقنيات الموجودة.

يشير الركود طويل الأجل إلى «حالةٍ من النمو الاقتصادي الضعيف أو المعدوم في اقتصاد قائم على السوق». في هذا السياق، يُستخدم مصطلح طويل الأجل على النقيض من مصطلحيّ دوري أو قصير الأجل، ويقترح تغييرًا في الحركيّة الأساسية لا يأتي إلا في الوقت المناسب. وصف آلان سويزي الاختلاف: 
«في حين أن نظرية دورة الأعمال تتعامل مع الكساد باعتباره ظاهرة مؤقتة، وإن كانت متكررة، فإن نظرية الركود طويل الأجل تشدّد على احتمالية أن يصبح الكسادُ الوضع الطبيعي في الاقتصاد».
ووفقًا لما ذكره ألان سويزي، فإن «فكرة الركود طويل الأجل موجودةُ في أجزاء كبيرة من النظرية العامة لكينز».

## الركود الاقتصادي في الولايات المتحدة

### فترات الركود التاريخية في الولايات المتحدة
- أعقبت السنوات التي تلت ذعر عام 1873، والتي تُعرف باسم الكساد الطويل، أعقبتها فترات من الركود تخللتها طفرات في النمو، حتى استؤنف النمو بصورة أكثر ثباتًا في العام 1896 تقريبًا. اتّسمت تلك الفترة بإفلاس المؤسسات التجارية، وانخفاض معدلات الفائدة، والانكماش. وفقًا لما ذكره ديفيد أميس ولز (1891)، فالمشاكل الاقتصادية حينذاك جاءت نتيجةً للتغيرات السريعة في التقنيات المعاصرة، مثل السكك الحديدية، والسفن البخارية العابرة للمحيط، واستبدال الحديد بالفولاذ، ونظام التلغراف. نظرًا لوجود قدر كبير من النمو الاقتصادي على العموم، فإن مقدار الركود الاقتصادي في تلك الفترة ما يزال محط خلاف.[7]
- الكساد الكبير في ثلاثينيات القرن العشرين والذي استمر حتى اندلاع الحرب العالمية الثانية. في كتابه المشاكل الاقتصادية في فترة ما بعد الحرب، ذكرَ هاريس (1943) أنه يتوقع استمرار الركود الاقتصادي بعد انتهاء الحرب.

### القرن التاسع عشر
اتّسم الاقتصاد الأمريكي في أوائل القرن التاسع عشر بكونه زراعيًا بشكل أساسي، وعانى من النقص في الأيدي العاملة.
شَحّ رأس المال قبل الحرب الأهلية لدرجة دفعت المستثمرين في القطاع الخاص لتقديم أقل القليل من الأموال لبناء السكك الحديدية، على الرغم من الميزات الاقتصادية الكبيرة التي كانت توفرها خطوط السكك الحديدية.
مع فتح مناطق جديدة وبيع الأراضي على المستوى الفيدرالي، توجّب تطهير الأراضي وإقامة منازل جديدة. وصل مئات الآلاف من المهاجرين إلى الولايات المتحدة سنويًا، وعملوا في حفر القنوات وبناء السكك الحديدية. نظرًا لانخفاض نسبة المكننة، فقد نُفّذت جميع الأعمال تقريبًا بشكل يدوي، أو باستخدام الخيول، والبغال، والثيران، واستمر ذلك حتى العقدين الأخيرين من القرن التاسع عشر.
شهد عقد الثمانينيات من القرن التاسع عشر نموًا كبيرًا في السكك الحديدية، وصناعات الصلب والآلات. وارتفعت نسبة شراء الهياكل والمعدات إلى 500% مقارنةً بالعقد السابق. وازدادت إنتاجية العمل بنسبة 26.5%، كما ازداد الناتج المحلي الإجمالي بنسبة الضعف تقريبًا.
كان أسبوع العمل طوال القرن التاسع عشر يزيد عن 60 ساعة؛ وكان أعلى من ذلك في النصف الأول من القرن، إذ كان العمل لاثني عشر ساعة في اليوم أمرًا سائدًا. ووقعت العديد من الإضرابات وطالبت غيرها من الحركات العمالية بتقليل العمل إلى عشر ساعات في اليوم.

## معلومات إضافية
ماذا يعني الركود الاقتصادي - موقع بوصلتك
http://your.boosla.com/showArticle.php?Sec=Economy&id=6